# Abu Cubais
Abu Cubais (em árabe: أبو قبيس; romaniz.: Abu Qubays, Abu Qobeis, Abu Qubais ou Bu Kubais) ou Cartal (Qartal) é um antigo castelo medieval e hoje uma vila habitada no noroeste da Síria, administrativamente parte da província de Hama, localizada a noroeste de Hama. Está na planície de Algabe, a oeste do rio Orontes. As localidades próximas incluem Dalia, 21 quilômetros a oeste, Lacba ao sul, Deir Xamil ao sudeste, Tel Salhabe ao nordeste e Baral Barede mais ao nordeste. Segundo o Escritório Central de Estatísticas da Síria (CBS), tinha população de 758 pessoas no censo de 2004. Já foi ocupada por vários grupos árabes ao longo dos séculos, do mesmo modo que pertenceu a inúmeros Estados diferentes, mas sua população atual é em especial de alauitas com ancestralidade turcomana.

## História

### Idade Média

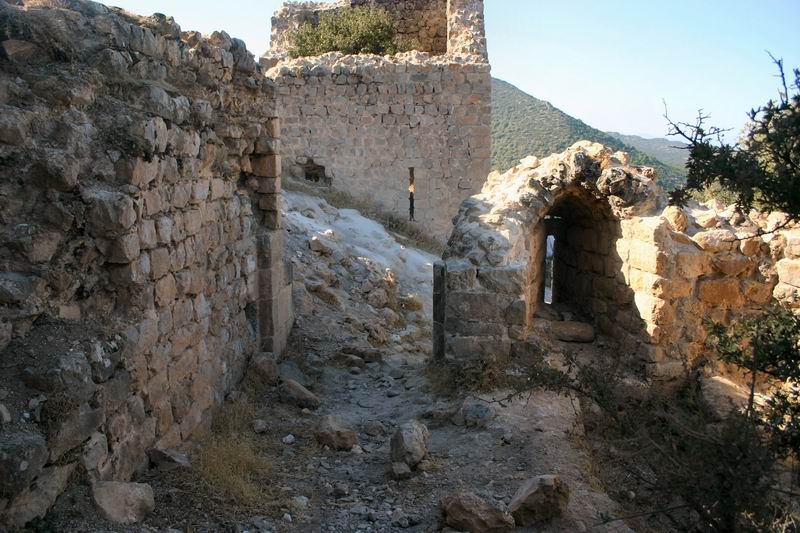
Interior da fortaleza

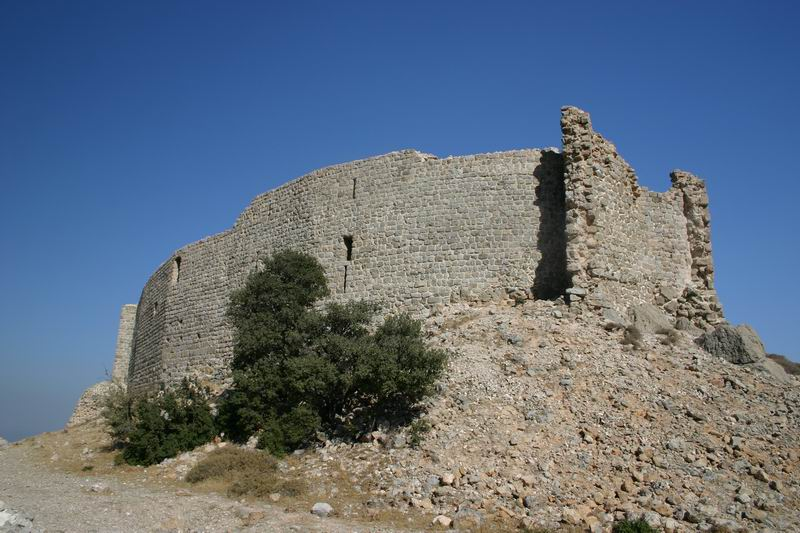
Muralha exterior

Abu Cubais foi construído pelos árabes durante o Califado Abássida (r. 750–1258) e foi reforçado pelos bizantinos no final do século X. Era redondo, relativamente pequeno e com vista ao rio Orontes. Durante uma segunda campanha contra a Síria, controlada pelos muçulmanos, o imperador Basílio II (r. 976–1025) incendiou-p junto com várias outras fortalezas na província de Homs. Depois da conquista pelos cruzados do Levante costeiro em 1099, o comandante fatímida Ifeticar Adaulá deixou o seu posto em Jerusalém e mudou-se para Abu Cubais, do qual se tornou senhor, juntamente com os castelos de Cadmus e Alcafe.
Os governantes de Abu Cubais, nomeadamente Ifticar e sua família, mantiveram uma alta posição social e renda semelhante aos senhores da família Banu Munquide da fortaleza de Xaizar, ao sul. Os ismaelitas (então conhecidos como "Assassinos") compraram Abu Cubais, Cadmus e Alcafe de ibne Anrune, o governante local dos Banu Munquide, na década de 1130. Os cruzados chamavam-o Bocabeis. Os ismaelitas de Abu Cubais pagavam tributo anual aos hospitalários de Margate (Calabte Marcabe), uma importante ordem militar dos cruzados, de 800 peças de ouro e número fixo de alqueires de cevada e trigo.
Nasiadim Cumartequim membro da nobreza Banu Daia e senhor de Abu Cubais - que não estava mais sob controle ismailita - alertou o sultão Saladino (r. 1174–1193) de uma tentativa de assassinato contra ele pelos ismaelitas no cerco infrutífero à Alepo zênguida em 11 de maio de 1175. Cumartequim, que estava no campo de Saladino, foi morto pelo grupo de assassinos depois de interrogá-los enquanto se aproximavam do campo. Saladino conseguiu evitar ser ferido quando seguiram-o e os atacantes foram mortos por seus guardas. Em 1176, Sabicadim recebeu Abu Cubais e Xaizar de Saladino após ser libertado da prisão alepina por se opor à ascensão de Sale Ismail Maleque na cidade. Em 1182, Mancarus ibne Naciadim Cumartequim, era senhor de Abu Cubais e chefe das tropas de Saladino em Hama.
Em 1222, o senhor xiita iemenita de Sinjar, Almaquezum, liderou uma força de aproximadamente 50 000 combatentes para apoiar os alauítas da costa contra os curdos após matarem vários alauítas durante o Noruz na Fortaleza de Saladino. Uma dos fortes que capturou na conquista que se seguiu foi Abu Cubais. Em 1233, Alaziz Maomé, governante aiúbida de Alepo e sucessor de Zair Gazi, encerrou o regime semi-autônomo dos Banu Daia, que haviam retomado a fortaleza, forçando Xiabadim ibne Daia a desistir de Abu Cubais e Xaizar após menosprezar Alaziz ao não atender adequadamente a um pedido de suprimentos, mas foi autorizado a manter suas propriedades em Alepo em troca de não resistir ao exército aiúbida. O geógrafo árabe nascido em Damasco, Xameçadim Alançari, observou em 1300 que, sob domínio mameluco, Abu Cubais era uma das várias fortalezas mantidas pelos ismaelitas e fazia parte da província de Trípoli.

### Período otomano
O Levante foi conquistado pelo Império Otomano em 1516, depois que as forças do sultão Selim I (r. 1512–1520) derrotarem decisivamente o Sultanato Mameluco em Marje Dabique. Depois de entrar em Alepo, Selim realizou uma campanha militar contra os alauítas, convocando e executando 9 400 líderes alauitas e expulsando a população alauíta das cidades costeiras de Lataquia e Jabala. Incapaz de subjugar os alauítas na Cordilheira costeira da Síria, seu sede, enviou milhares de tribos turcas da Anatólia e Coração para se estabelecer na região, com algumas delas se fixando nas fortalezas mais estratégicas da área montanhosa, inclusive em Abu Cubais, que foi referido como Cartal.
A estratégia de Selim fracassou a longo prazo, já que muitas dessas tribos, sobretudo os turcos xiitas muçulmanos do Coração, assimilaram-se com a população alauíta. Os turcos que residiam em Abu Cubais, e que são alauítas nos dias atuais, mais tarde ficaram conhecidos como "caratila", derivando seu nome de "Cartal". Em 1785, não conseguiram pagar seu imposto predial e, como resultado, venderam um terço de suas terras para um agiotista cristão com sede em Hama, atendendo ao valor devido ao tesouro do Estado.

## Arquitetura
O castelo de Abu Cubais está atualmente em um estado ruinoso, mas a maioria de seus restos indica fortemente as características arquitetônicas típicas das fortalezas ismailitas, como alvenaria de tamanho pequeno e irregular. Tem uma forma circular e consiste num muro defensivo externo com cinco torres, uma pequena área interior para provisões e residência e inúmeras câmaras de armazenamento subterrâneas. A área de armazenamento interno é composta por vários quartos, uma câmara abobadada e as ruínas de uma torre. O próprio castelo, situado na encosta oriental das montanhas, é cercado por oliveiras e tem vista para a planície de Algabe abaixo.